# Ovarektomie

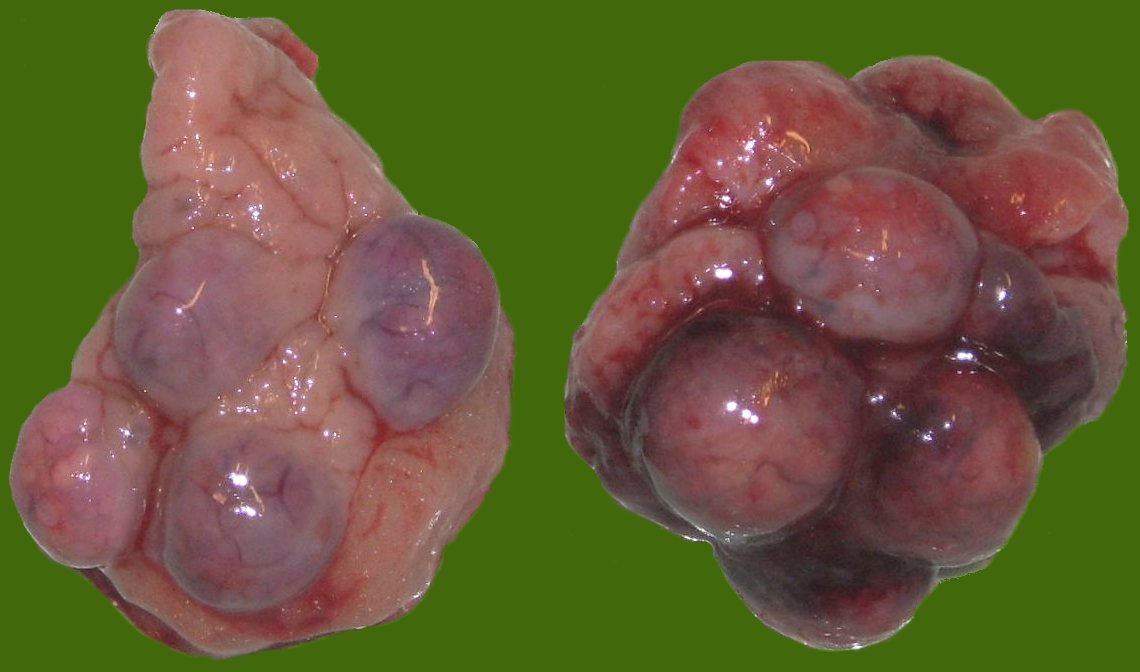
Zysten an entfernten Eierstöcken einer Hündin

Unter Ovarektomie oder Ovariektomie (Eierstockentfernung), auch Oophorektomie sowie Ovariotomie (eigentlich „Eierstockseinschnitt“) genannt, versteht man die operative Entfernung eines oder beider Eierstöcke (Ovarien) aufgrund von Erkrankungen wie Tumoren oder Ovarialzysten oder um die Hormonproduktion zu reduzieren (etwa bei Brustkrebs). Bei gutartigen Tumoren kommt eine Teilentfernung in Frage, ansonsten wird das/die Ovar/Ovarien komplett reseziert, unter Umständen auch mit Teilen des Eileiters (Salpingo-Oophorektomie). Wenn die Eierstöcke und die Gebärmutter (Uterus) entfernt werden, spricht man von Ovariohysterektomie.

## Geschichte
Eine Ovarektomie bei Menschen ist bereits für das 15. Jahrhundert belegt. Im Jahr 1724 hatte ein gewisser Houstoun mit Erfolg große Stücke eines Eierstocks entfernen können. Die ersten bekanntgewordenen Ovarektomien erfolgten durch den amerikanischen Landarzt und Chirurgen Ephraim McDowell (1771–1830), der 1809 in Danville (Kentucky) einen etwa 10 Kilogramm schweren Eierstocktumor operativ entfernte und in Folge bis über mindestens drei weitere bis 1817 durchgeführte Ovarektomien bei Ovarialzysten oder Ovarialtumoren berichtete. Er war somit der Erste, der erfolgreich eine Ovarektomie durchgeführt hatte. Die Patientin Jane Todd Crawford hatte ihn zu dem Eingriff gedrängt und war dafür fast 100 km zu McDowell nach Danville geritten. Sie überlebte den Eingriff, der angeblich ohne Anästhetika erfolgte, um 32 Jahre und starb 1842 mit 78 Jahren. Der Chirurg und Geburtshelfer Nathan Smith (1762–1829) führte 1821 eine Ovariotomie zur solitären Abtragung einer großen Ovarialzyste durch. Die erste erfolgreiche Entfernung von Gebärmutter und Eierstöcken gelang 1863 dem Anatomen und Gynäkologen Eugène Koeberlé (1828–1915), der bis 1880 an der Clinique de la Toussaint in Straßburg tätig war. Ab 1863 wurden auch in Ungarn (durch Ignaz Semmelweis und János Balassa) und Spanien Ovariotomien durchgeführt; erstmals von Federico Rubio y Galí. 1865 hatte auch der Chirurg Thomas Spencer Wells (1818–1897) schon 114 Ovariotomien durchgeführt, 1870 führte Sydney Jones im Sydney Infirmary, Australien, erfolgreich eine Ovarektomie Menschen durch. und 1876 erfolgte durch Jakob Heinrich Hermann Schwartz erstmals unter aseptischen Kautelen eine Ovariotomie. Die erste Ovarektomie bei einer Patientin mit Brustkrebs wurde laut Martz am 15. Juni 1895 von George Thomas Beatson durchgeführt.

## Methoden der Ovarektomie
Es gibt verschiedene Operationsmethoden, mit denen die Eierstöcke gängigerweise entfernt werden.

### Laparoskopie
Die Laparoskopie ist ein minimal-invasiver Eingriff, der durch einen kleinen Einschnitt innerhalb der Bauchdecke ausgeführt wird. Die operativen Risiken sind gegenüber anderen Operationsmethoden minimiert. In Studien mit Pferden und Hunden hat sich herausgestellt, dass während des laparoskopischen Eingriffs die wenigsten Komplikationen während der Ovarektomie auftreten.

### Laparotomie
Laparotomie bezeichnet die klassische Operationsmethode, bei welcher die Bauchdecke zur Entfernung der Eierstöcke geöffnet wird.

### Kolpotomie
Bei der Kolpotomie erfolgt der Zugriff auf die Eierstöcke durch einen Einschnitt in der Scheide.

## Folgen der Ovarektomie
Die beidseitige Entfernung der Eierstöcke stellt eine Kastration dar; die Fruchtbarkeit ist danach nicht mehr gegeben. Die Eierstöcke produzieren wichtige Sexualhormone, darunter Östrogen, Progesteron und Androgen. Diese Hormone wirken sich nicht nur auf die Fortpflanzungsfähigkeit aus, sondern steuern auch weitere physische und psychische Funktionen. Die beidseitige Entfernung der Eierstöcke und der daraus resultierende Hormonmangel kann zur Rückbildung der Scheidenwand und zu anderen körperlichen Beschwerden wie Schwindel, Migräne und Übelkeit führen. Zudem kann der Hormonmangel auch psychische Beschwerden wie veränderte Sinneswahrnehmungen und Empfindungen und eine Depression auslösen.
Nach einer Ovarektomie setzt die Menopause abrupt ein. Die Betroffenen leiden häufig an den typischen Wechseljahrsbeschwerden wie Hitzewallungen, trockenen Schleimhäuten, Stimmungsschwankungen und Schlaflosigkeit.
Um den körperlichen und seelischen Beschwerden nach einer Ovarektomie entgegenzuwirken, kann eine Hormonersatztherapie angewandt werden. Üblich ist eine Behandlung mit künstlichen Östrogenen und Progesteron oder Gestagenen.
Bei Verbleib von Eierstockrestgewebe kann sich ein Ovarian-Remnant-Syndrom entwickeln.

## Prophylaktische Ovarektomie
Eine prophylaktische Ovarektomie bei erhöhtem Risiko für gynäkologische Tumoren, etwa bei Mutationen der BRCA-Gene, wird kontrovers diskutiert. Die Gabe von künstlichen Hormonen kann die nach der Eierstockentfernung auftretenden Beschwerden zwar lindern, birgt aber auch das Risiko, hormonabhängige Tumoren entstehen zu lassen.